# Даґні Кнутсон
Даґні Кнутсон (англ. Dagny Knutson, 18 січня 1992) — американська плавчиня.
Чемпіонка світу з водних видів спорту 2011 року, призерка 2009 року.